# Élections générales irlandaises de 1969
L’élection générale irlandaise de 1969 s'est tenue le 18 juin 1969. 143 des 144 députés sont élus et siègent au Dáil Éireann.

## Mode de scrutin
Les élections générales irlandaises se tiennent suivant un scrutin proportionnel plurinominal avec scrutin à vote unique transférable. En effet, le Ceann Comhairle, qui préside le Dáil Éireann, est automatiquement réélu, conformément à l'article 16, alinéa 6, de la Constitution.

## Résultats

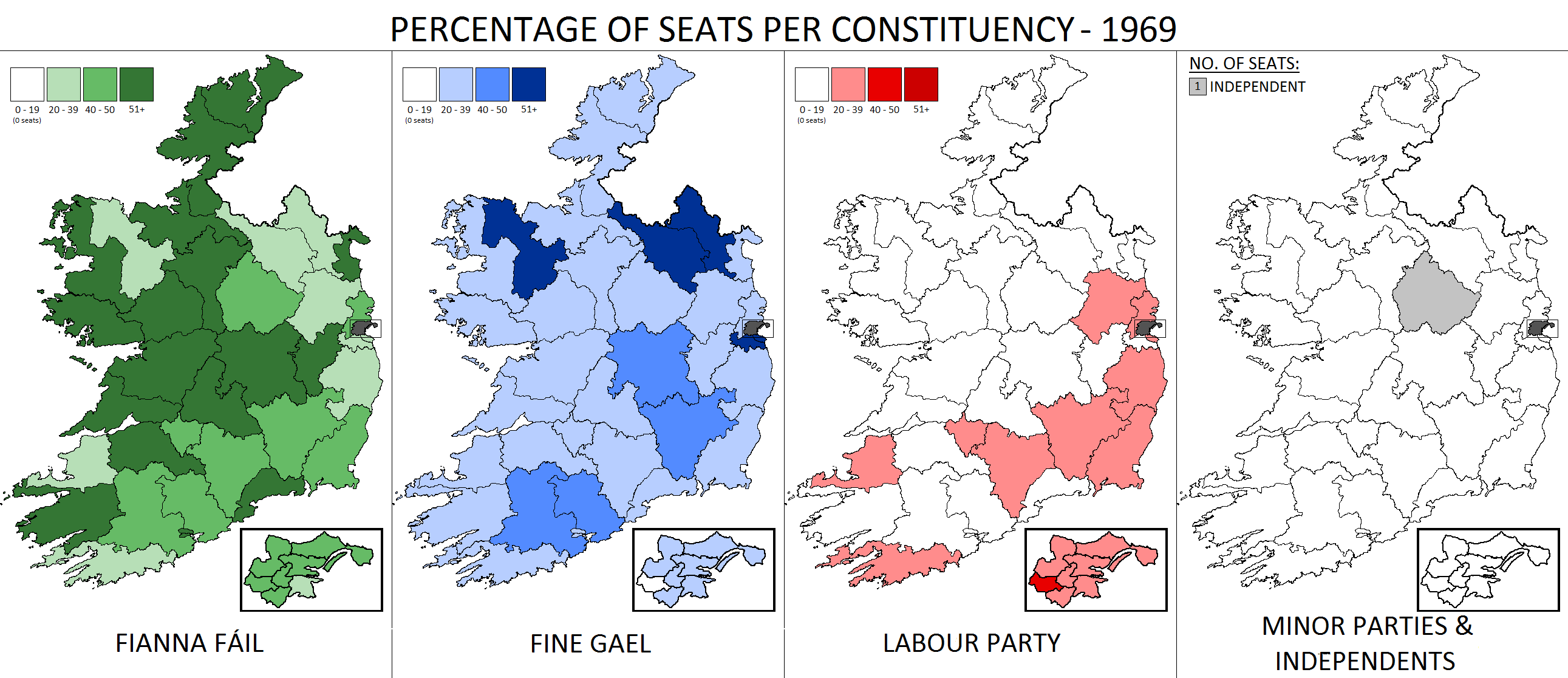
Résultats par circonscription

| Parti                                              | Parti                            | Leader               | Voix      | %      | +/-        | Sièges | +/-        | % du Dáil |
| -------------------------------------------------- | -------------------------------- | -------------------- | --------- | ------ | ---------- | ------ | ---------- | --------- |
|                                                    | Fianna Fáil                      | Jack Lynch           | 602 234   | 45,7 % | 2,0        | 75     | 3          | 52,1      |
|                                                    | Fine Gael                        | Liam Cosgrave        | 449 749   | 34,1 % | stagnation | 50     | 3          | 34,7      |
|                                                    | Parti travailliste               | Brendan Corish       | 224 498   | 17,0 % | 1,6        | 18     | 4          | 12,5      |
|                                                    | Ligue des travailleurs irlandais | Michael O'Riordan    | 242       | 0,0 %  | stagnation | 0      | stagnation | 0         |
|                                                    | Indépendants                     | Indépendants         | 42 230    | 3,2 %  | 1,1        | 1      | 1          | 0,7       |
| Votes blancs et nuls                               | Votes blancs et nuls             | Votes blancs et nuls | 16 010    |        |            |        |            |           |
| Total                                              | Total                            | Total                | 1 334 963 | 100 %  |            | 144    | stagnation | 100       |
| Participation                                      | Participation                    | Participation        | 1 735 388 | 76,9 % |            |        |            |           |
| Un gouvernement Fianna Fáil majoritaire est formé. |                                  |                      |           |        |            |        |            |           |